# Asymphus
Asymphus là một chi bọ cánh cứng trong họ 
Elateridae.
Chi này được miêu tả khoa học năm 1886 bởi Sharp.

## Các loài
Chi này có các loài:
- Asymphus insidiosus Sharp, 1886